# Al-Kusijja
Al-Kusijja (arab. القوصية) – miasto w Egipcie, w muhafazie Asjut. W 2006 roku liczyło 69 388 mieszkańców.